# Ḥeḥ
Ḥeḥ (também Huh, Hah, Hauh, Huah e Hehu) foi a personificação do infinito ou da eternidade no Ogdóade na mitologia egípcia.